# Gola di Hunot
La gola di Hunot (talvolta anche canyon di Karkar) si trova nella regione di Shushi della repubblica dell'Artsakh (precedentemente denominata repubblica del Nagorno Karabakh) ed è riserva naturale di Stato.
Essa, circondata da alte pareti rocciose e da scoscese montagne coperte da foreste, è scavata dal fiume Karkar che scorre ai piedi del capoluogo regionale Shushi e in alcuni tratti raggiunge i 250 metri di profondità per soli tre di larghezza.
Nel suo percorso si trovano la suggestiva cascata di Mamrot Kar (conosciuta anche con il nome di Hovanots o Zontik) e alcuni mulini ad acqua, i resti dell’antico villaggio di Hunot nonché un ponte in pietra costruito nel 1720.
La gola di Hunot, che è toccata dal sentiero Janapar, è uno dei luoghi naturalistici più visitati nello Stato.

## Galleria d'immagini

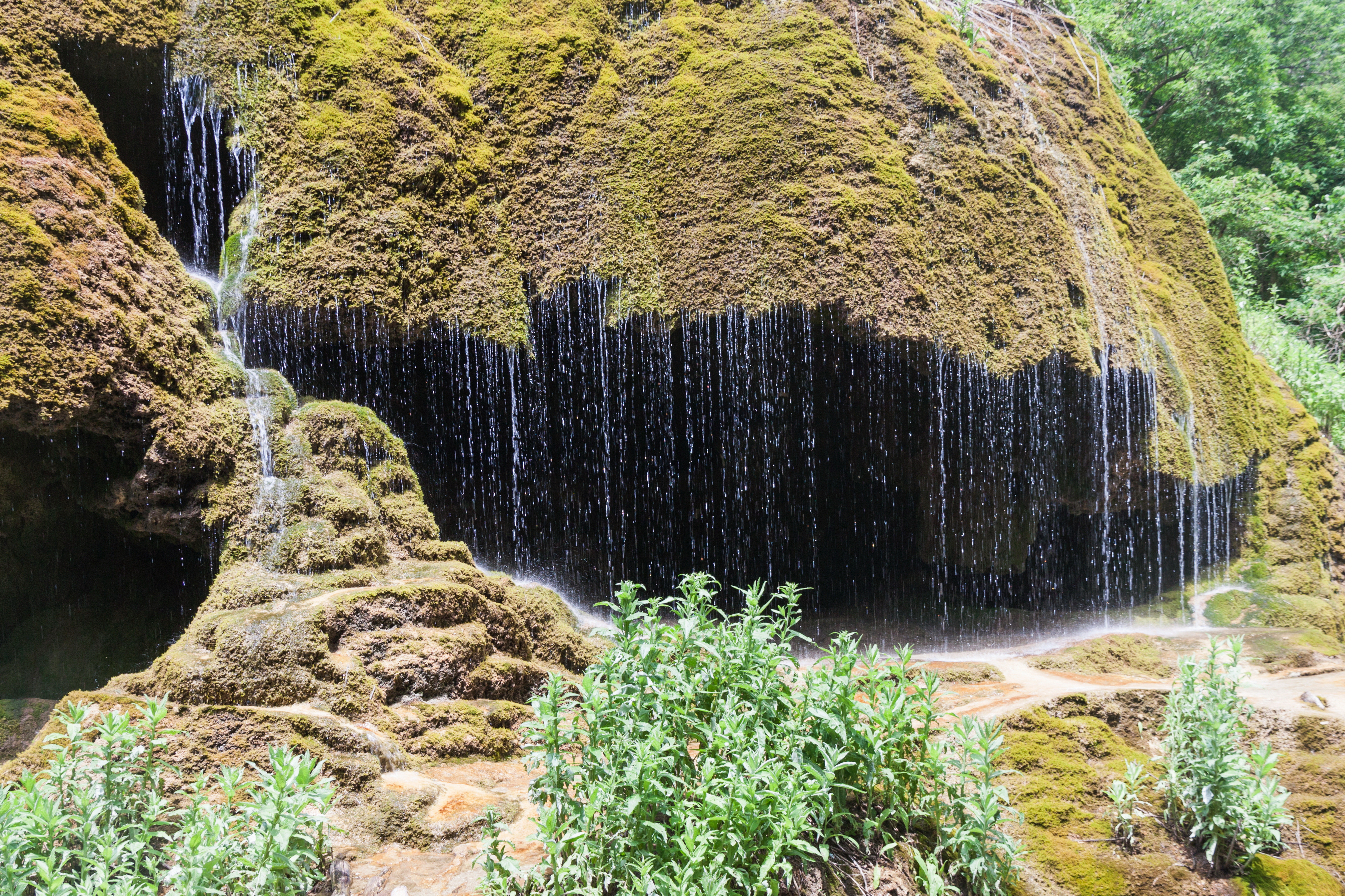
cascata Mamrot kar (o Zontik)
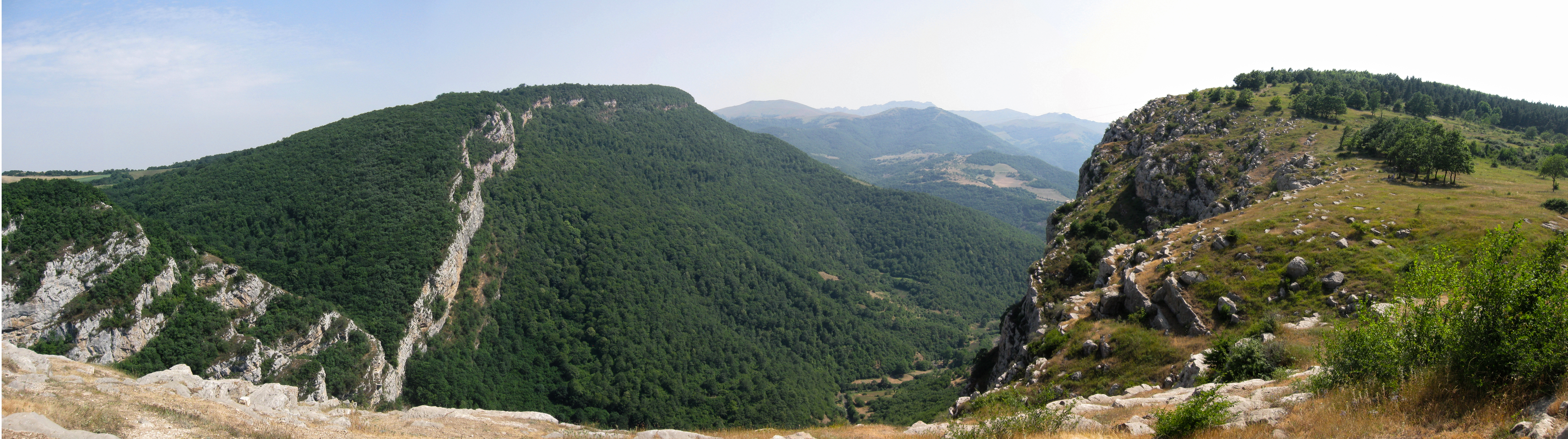
panorama
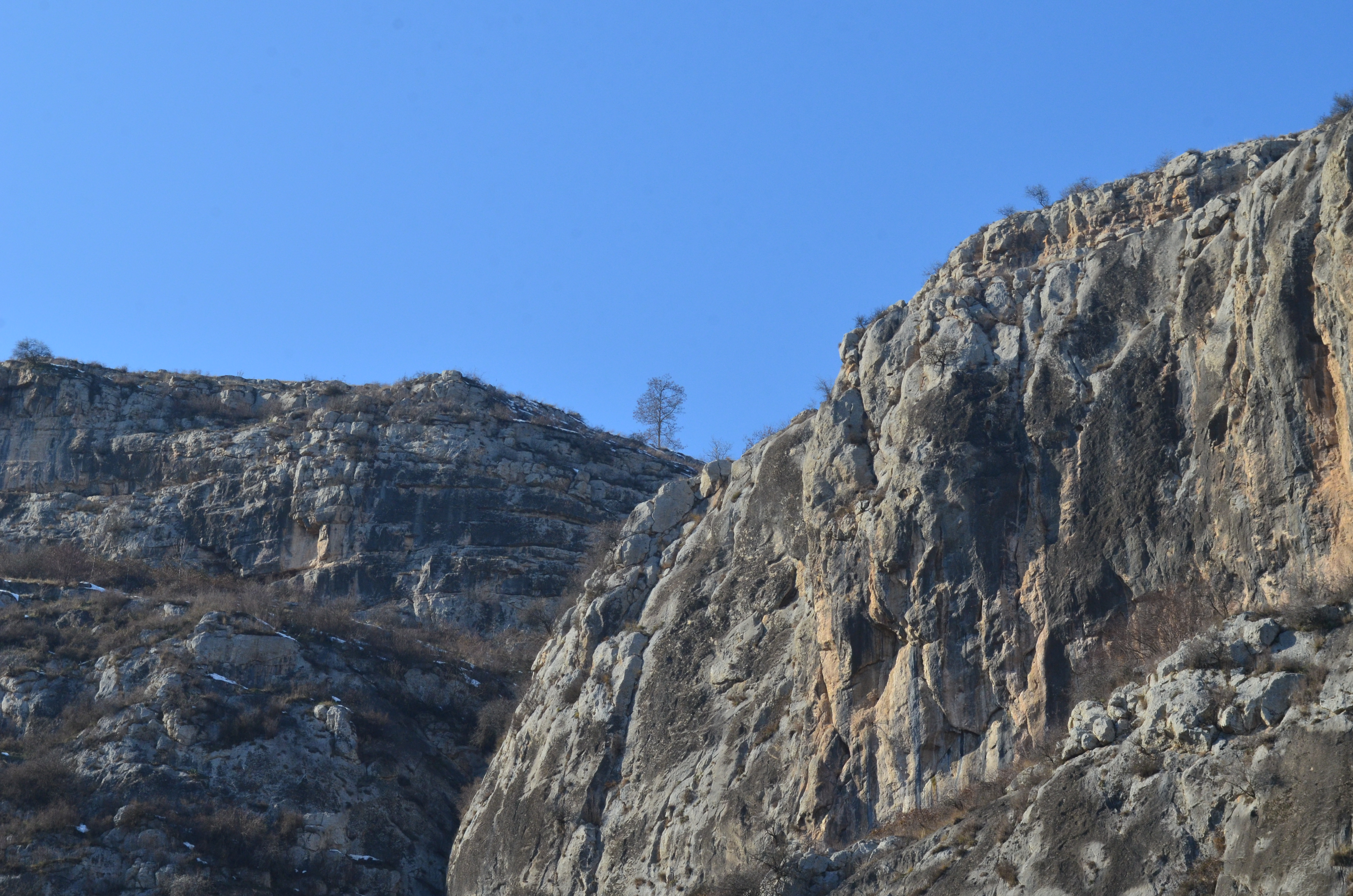
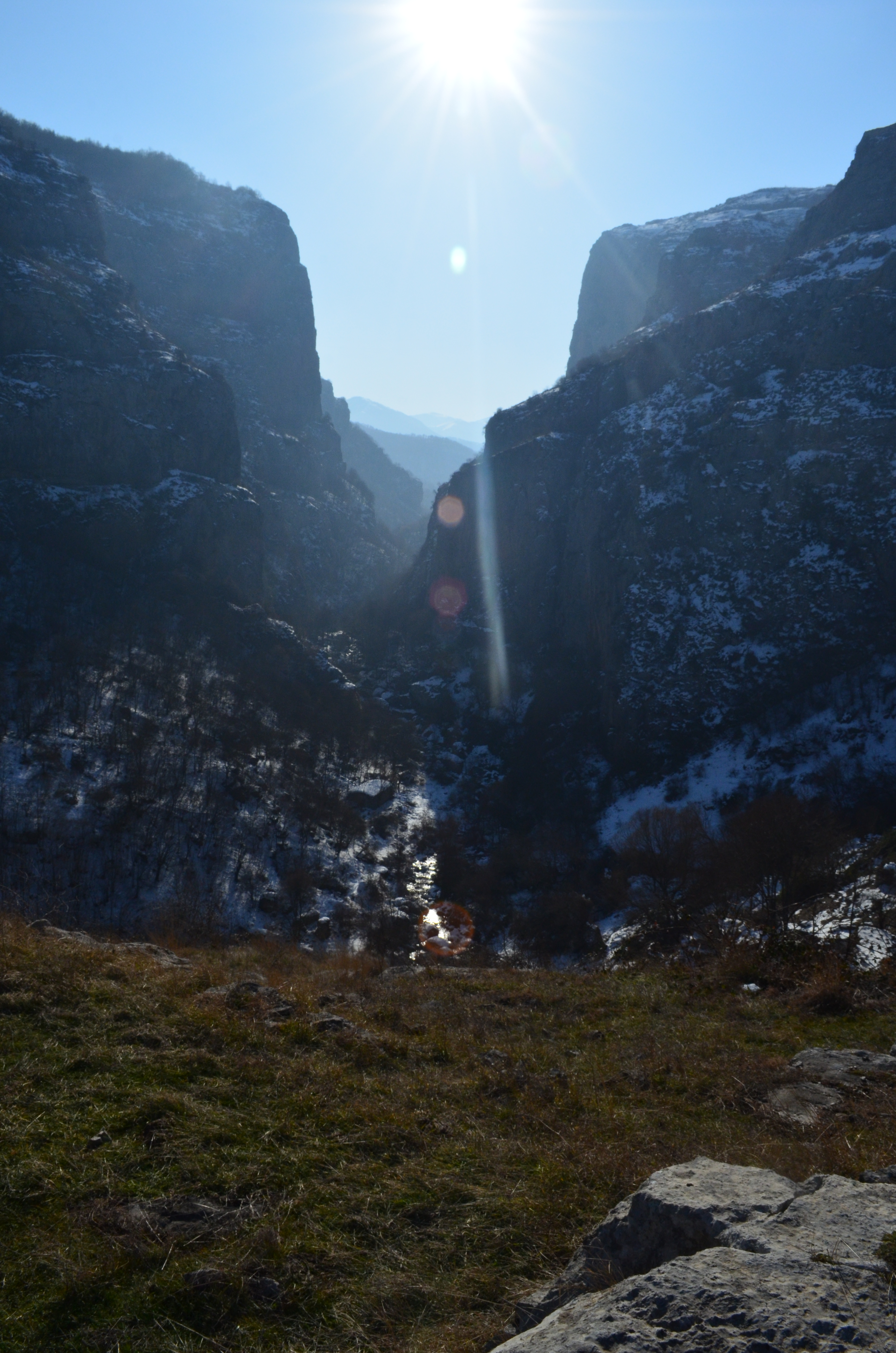